# Часовенское (Ленинградская область)
Часовенское — деревня в Пашском сельском поселении Волховского района Ленинградской области.

## История
На карте Санкт-Петербургской губернии Ф. Ф. Шуберта 1834 года упоминается село Чесовинска, состоящее из 20 крестьянских дворов. На его южной окраине находился Погост Нижемской.

БОЛЬШАЯ ЧАСОВЕНСКАЯ — деревня принадлежит полковнику Зотову, генерал-майорше Корсаковой и госпоже Теглевой, число жителей по ревизии: 36 м. п., 48 ж. п.

В оной церковь деревянная во имя Воздвижения Животворящего Креста Господня.

МАЛАЯ ЧАСОВЕНСКАЯ — деревня принадлежит генерал-лейтенанту Козеву, поручику Апрелеву, титулярной советнице Долговосабуровой и девицам Апрелевым, число жителей по ревизии: 14 м. п., 10 ж. п. (1838 год)

Село Чесовинска из 20 дворов и погост Шижнемской отмечены на карте Ф. Ф. Шуберта 1844 года.

МАЛАЯ ЧАСОВОНСКАЯ — деревня господ Апрелевых и генерал-лейтенанта Корсакова, по просёлочной дороге, число дворов — 8, число душ — 10 м. п. (1856 год)

БОЛЬШАЯ ЧАСОВЕНСКА (ШИЖНЕМСКИЙ ПОГОСТ) — село владельческое при реке Паше, число дворов — 16, число жителей: 27 м. п., 29 ж. п.

Церковь православная. Волостное правление. Ярмарка.

МАЛАЯ ЧАСОВЕНСКА — деревня владельческая при реке Кондюшке, число дворов — 8, число жителей: 17 м. п., 22 ж. п. (1862 год)

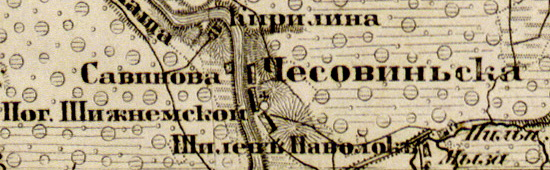
Село Часовенское на карте 1863 года

Согласно карте из «Исторического атласа Санкт-Петербургской Губернии» 1863 года село называлось Чесовиньска, в нём находился Погост Шижнемской.
В 1865—1868 годах временнообязанные крестьяне деревни выкупили свои земельные наделы у З. К. Зотова и стали собственниками земли.
В 1868—1869 годах временнообязанные крестьяне выкупили свои земельные наделы у О. Ф. Апрелевой.
В 1885—1886 годах крестьяне выкупили наделы у Д. И. Козен.
Сборник Центрального статистического комитета описывал деревни так:

ЧАСОВЕНСКАЯ — деревня бывшая владельческая при речке Кондюжке, дворов — 14, жителей — 72; 3 лавки.

ЧАСОВЕНСКАЯ  НА КОНДОГЕ — деревня бывшая владельческая при речке Кондюжке, дворов — 14, жителей — 60; Часовня, лавка. (1885 год)

Согласно материалам по статистике народного хозяйства Новоладожского уезда 1891 года имение при селе Часовенская площадью 112 десятин принадлежало местному крестьянину И. И. Аникееву, имение было приобретено в 1875 году за 150 рублей, другое имение при селе Часовенская площадью 12 десятин принадлежало купеческому сыну И. А. Евсееву, имение было приобретено в 1881—1883 годах за 800 рублей.
Согласно епархиальным сведениям 1899 года Крестовоздвиженская церковь в «селе Шижнема» являлась центром прихода, в который входила 31 деревня.
В конце XIX — начале XX века деревни административно относились к Николаевщинской волости 3-го стана Новоладожского уезда Санкт-Петербургской губернии.
По данным «Памятной книжки Санкт-Петербургской губернии» за 1905 год в состав Часовенского сельского общества входили деревни Часовенская на речке Кондюжке и Часовенская на Кондоге — деревня при речке Кондюжке. Земля при деревне Часовенская в размере 3367 десятин принадлежала наследникам санкт-петербургского купца Василия Никитича Лебедева.
С 1917 по 1923 год деревня Часовенское входила в состав Часовенского сельсовета Николаевщинской волости Новоладожского уезда.
Согласно карте Петербургской губернии издания 1922 года деревня называлось Часовенская.
С 1923 года в составе Пашской волости Волховского уезда.
С 1927 года в составе Пашского района.
С 1928 года в составе Пашского сельсовета.
По данным 1933 года в состав Часовенского сельсовета Пашского района входили село и деревня Часовенское. Село Часовенское являлось административным центром сельсовета, в который входили 18 населённых пунктов: деревни Батогово, Бор, Кириллово, Кослино, Костяковщина, Кувшиново, Малышихино, Печенинено, Платково, Подъелье, Савиново, Сязнега, Царевщина, Чаплино, Часовенское, Шипилов-Наволок; сёла Часовенское, Шуховщина общей численностью населения 979 человек.
По данным 1936 года в состав Часовенского сельсовета с центром в деревне Часовенское входили 21 населённый пункт, 218 хозяйств и 7 колхозов.

Село Часовенское на карте 1940 года

С 1955 года в составе Новоладожского района.
В 1961 году население деревни Часовенское составляло 107 человек.
С 1963 года в составе Волховского района.
По данным 1966 и 1973 годов село Часовенское также входило в состав Часовенского сельсовета Волховского района, центром сельсовета была деревня Бор.
По данным  1990 года деревня Часовенское входила в состав Часовенского сельсовета Волховского района. Центром сельсовета была деревня Сорзуй.
В 1997 году в деревне Часовенское Часовенской волости проживали 44 человека, в 2002 году — 24 человека (русские — 96 %). Центром волости была деревня Сорзуй.
В 2007 году в деревне Часовенское Пашского СП — 22, в 2010 году — 25 человек.

## География
Деревня расположена в северо-восточной части района на автодороге 41К-021 (Паша — Часовенское — Кайвакса).
Расстояние до административного центра поселения — 27 км.
Расстояние до ближайшей железнодорожной станции Паша — 28 км.
Деревня находится на правом берегу реки Паша.

## Демография
| 1862 | 2002 | 2007 | 2010 | 2012 | 2017 |
| ---- | ---- | ---- | ---- | ---- | ---- |
| 56   | ↘24  | ↘22  | ↗25  | ↗27  | ↘25  |

### Национальный состав
Согласно данным Всероссийской переписи населения 2021 года в деревне проживали 29 человек, все русские.